# Johann Nepomuk Hofzinser

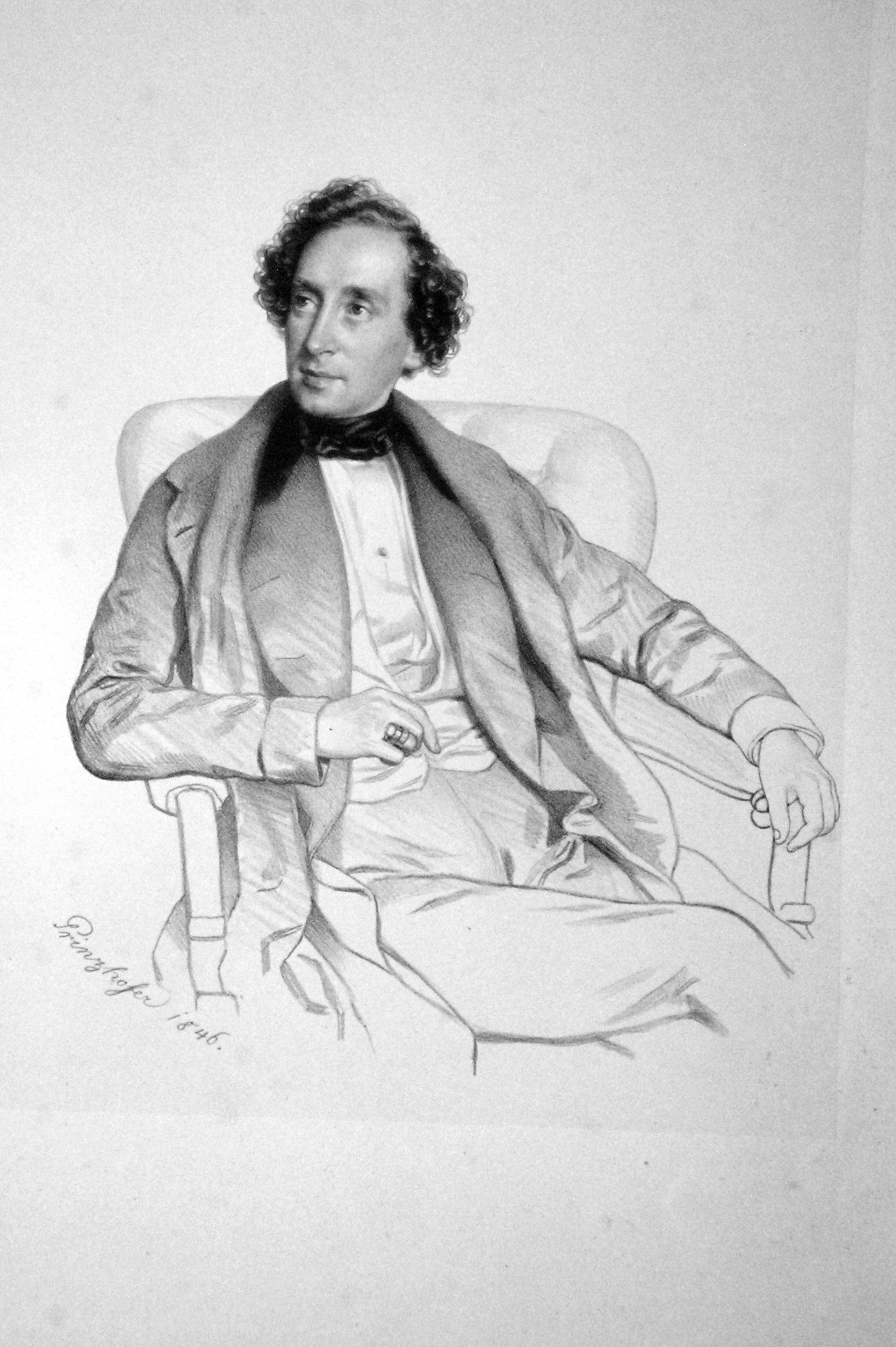
Johann Nepomuk Hofzinser, Lithographie von August Prinzhofer, 1846

Johann Nepomuk Hofzinser (* 19. Juni 1806 in Wien; † 11. März 1875 ebenda) war einer der berühmtesten Zauberkünstler des 19. Jahrhunderts. Er gilt als der größte Kartenkünstler seiner Zeit, war aber auch durch seine Tätigkeit als Theaterkritiker bekannt.
Hauptberuflich war er Beamter des k.k. Finanzministeriums.

## Leben

### Kindheit und Jugendjahre
Leopold Hofzinser, der Vater Johann Nepomuk Hofzinsers, war der Besitzer des Seiden- und Kurzwarengeschäftes „Zum schwarzen Adler“ am Wiener Graben. Am 24. April 1798 heiratete er Maria Theresia Magdalena, die Tochter eines K&k Garderobiers und Kleidermachers. Aus dieser Ehe stammten vier Söhne. Nepomuk Hofzinsers drei ältere Brüder hießen Leopold Franz Xaver-, Franz Xaver Fidelis und Karl Josef Hofzinser. Er selbst wurde am 19. Juni 1806 im früheren Wiener Vorort Landstraße, dem heutigen dritten Wiener Gemeindebezirk, geboren und schon am nächsten Tag in der Pfarre St. Rochus getauft. Vermutlich wurde seine Mutter während eines Verwandtenbesuch von den Geburtswehen überrascht. Die Familie selbst war in der Seilergasse Nr. 1154 gleich in der Nähe des väterlichen Geschäftes wohnhaft.
Über die Kinder- und Jugendjahre Hofzinsers ist nur wenig bekannt. Man weiß, dass er 1814 mit seinen Eltern den Kurort Baden bei Wien besuchte. Dort lernte er vermutlich den jungen Ludwig Döbler kennen, der später selbst eine Weltkarriere als Zauberkünstler machte, vor allem aber mit seiner Laterna Magica Aufsehen erregen sollte. Es wird angenommen, dass Hofzinsers Liebe zur Zauberkunst durch seine frühe Freundschaft zu Döbler entfacht wurde.
Der spätere Zauberkünstler besuchte eine Klasse des Akademischen Gymnasiums. Vermutlich wurde er auch wie die Mehrheit der damaligen Schüler privat unterrichtet. Durch die Geschäftsbeziehungen seines Vaters beherrschte er die italienische Sprache. Von der Militärbehörde wurde er als Mann mit zartem und hageren Körperbau, schwacher Brust und Blähhals beschrieben.
Einen Hochschulabschluss erlangte er nie. Nach seiner Pensionierung verwendete Hofzinser jedoch den Titel „Professor und Doktor der höheren Physik“ als Künstlernamen.

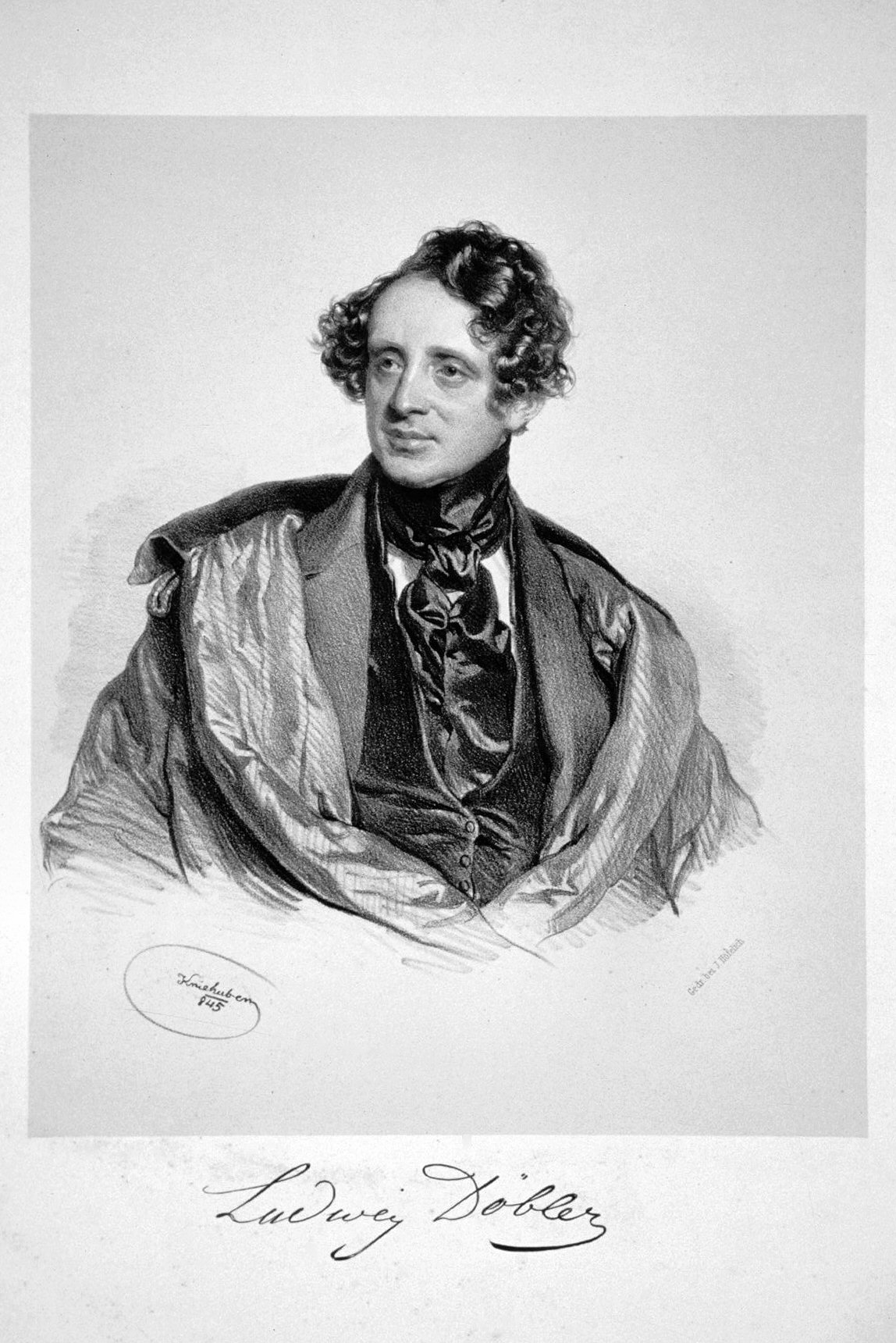
Ludwig Döbler, 1845, Lithographie von Josef Kriehuber

### Beamtenkarriere
Anfangs arbeitete Hofzinser als Handelspraktikant im Geschäft seiner Familie, welches nach dem Tod seines Vaters 1816 von den Brüdern Leopold und Karl weitergeführt wurde. Am 4. Juli 1825 legte er den Amtseid ab und wurde Praktikant bei der Tabak-Gefällenverwaltung. Dort diente er bis 1839, bis er durch einen Diensttausch in die Allgemeine Hofkammer, dem heutigen Finanzministerium, wechselte.
1835 erreichte er schon den Gipfel seiner Beamtenkarriere, als ihm der Rang des 2. Officant verliehen wurde. Das entspricht heute der Position eines D- bis C-Beamten.
Hofzinsers Ersuchen um Diensttausch, diente vor allem der Förderung seiner künstlerischen Karriere. „Graf Stadion der Leiter der Hofkammer, galt als Förderer künstlerisch begabter Menschen.“
Unter anderem förderte er die österreichischen Dichter Franz Grillparzer und Otto Prechtler sowie den Komponisten Franz Schubert, die „in der Hofkammer bei einem Minimum an Arbeitsverpflichtung, aber in gesicherter Existenz“ ihrer künstlerischen Karriere nachgehen konnten.
Hofzinser arbeitete mehr als 25 Jahre lang in der Hofkammer. Seine Beamtenlaufbahn endete im Jahr 1865 durch seine Pensionierung.

### Heirat mit Wilhemine Bergmann
Am 21. September 1854 ehelichte Hofzinser die 27 Jahre alte Wilhemine Bergmann in der Kirche der Pfarre Mariahilf. Bergmann wurde am 21. März 1827 im Wiener Allgemeinen Krankenhaus als uneheliche Tochter von Anna Bergmann geboren. Zeitungen beschrieben sie als charmante und üppige Blondine. Sie überlebte ihren Gatten und schon ein Jahr nach Hofzinsers Tod 1875 heiratete die kinderlos gebliebene Wilhemine Hofzinser den Wiener Universitätsprofessor Dr. August Biela. Sie sollte auch diese Ehe überleben und starb schließlich am 11. Mai 1900.
Es ist nicht überliefert, wie Hofzinser seine Ehefrau kennenlernte. Dass Hofzinser erst im relativ hohen Alter von 48 Jahren heiratete, war damals nichts Ungewöhnliches. Als Mann trat man zu dieser Zeit gewöhnlich erst in den Stand der Ehe, wenn man sich den Erhalt einer Familie zutraute. Von dieser Hochzeit sollte vor allem Hofzinsers Künstlerkarriere profitieren. Der Zauberkünstler plante in dieser Zeit, einen „Salon Hofzinser“ für seine Zaubervorführungen zu eröffnen. Da es ihm als Beamter untersagt war, Werbung mit seinem Namen zu machen, benötigte er einen vertrauensvollen Partner, unter dessen Namen er seinen Salon eröffnen konnte.

### Hofzinser der Zauberkünstler
Schon in den 1840er Jahren war Hofzinser in der Wiener Gesellschaft als Zauberkünstler bekannt. Er versuchte alles, um in den Zeitungen präsent zu sein und Aufmerksamkeit zu erregen. Unter anderem nahm er 1853 an einer Ballonfahrt der Gebrüder Goddard über Wien teil.
Die Aussichten auf mediale Aufmerksamkeit veranlassten ihn, 1857 seinen „Salon Hofzinser“ zu gründen. Salons waren damals ein beliebter Treffpunkt der Wiener Gesellschaft. Schon in den 1840er Jahren gab es in Wien Salons der Zauberkünstler Bosco und Döbler.

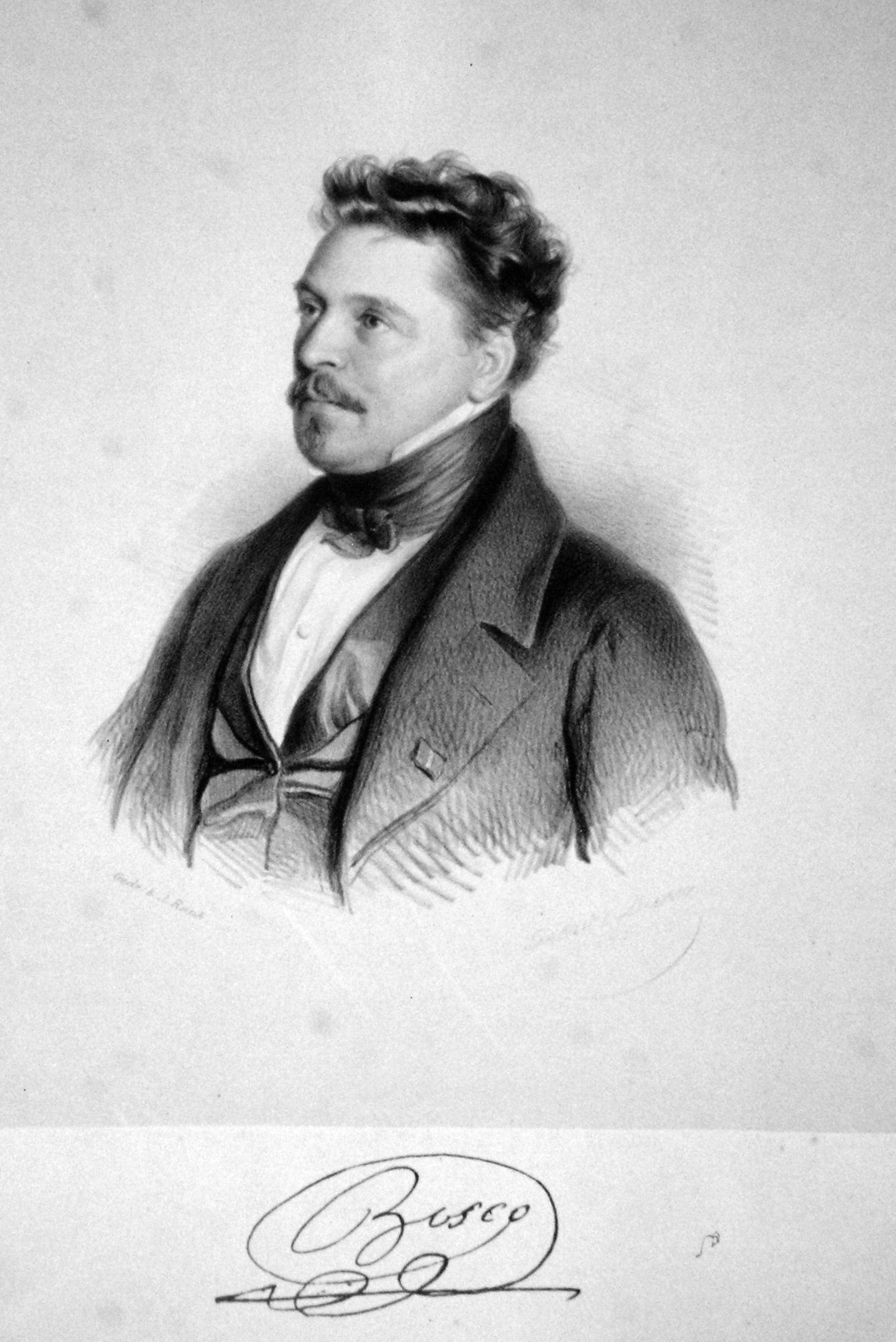
Bartolomeo Bosco, Lithographie von Gabriel Decker, 1845

### Der Salon Hofzinser
Der erste Salon Hofzinser wurde am 3. Jänner 1856 in der Wollzeile 789 (heute 38) eröffnet. Schon im Vorfeld kündigten mehrere Artikel in Wiener Zeitungen dieses Ereignis an. Außerdem machten in fast allen Tageszeitungen Inserate auf die Eröffnung des Salons der Wilhelmine Hofzinser aufmerksam. Als Beamter durfte Hofzinser zwar Nebentätigkeiten nachgehen, seinen Namen aber nicht für Werbezwecke gebrauchen.
Sowohl in den Inseraten, als auch in den meisten Artikeln wurde der Name Johann Nepomuk Hofzinser nicht erwähnt.
Auszug aus der Morgenpost vom 18. Dezember 1856:
„Frau Hofzinser – ein in den gesellschaftlichen Kreisen Wiens viel bekannter und geschätzter Name – eröffnet in den nächsten Tagen ihren Salon zu Produktionen aus dem Gebiet der Magie.“
„Eine Stunde der Täuschung, …, wird die Zuschauer … durch die poetische Konzeption … durch die Neuheit der Darstellung, …, durch die Eleganz und durch die Unbegreiflichkeit ihrer Durchführung fesseln.“
Das Eröffnungsprogramm bestand aus zehn Programmpunkten, welche hauptsächlich Kartenkunststücke beinhalteten. Das größte Aufsehen erregte das Ehepaar Hofzinser jedoch mit einem Mentalkunststück, in welchem das angeblich Hellsehvermögen der Frau Hofzinser getestet wurde. Auf Grund dieses Programmpunktes schrieb eine Zeitung: „Frau Hofzinser weiß alles, auch was sie nicht weiß, sie sieht alles, auch was sie nicht sieht, und hört alles, auch was sie nicht hört.“
Von den Zeitungen wurden sowohl die gemütliche Atmosphäre des Veranstaltungsortes, als auch die Intimität der Vorführung gelobt.
Auszug aus der Allgemeinen Wiener Theaterzeitung am 18. Dezember 1858:
„Der Salon ist noch immer jeden Sonnabend und Sonntag die Parole des Abends. Die eleganteste „Schöne Welt“ aus Kunst-Notabilitäten und Adel beiderlei Geschlechts versammelten sich daselbst, um den Zauberer par excellence zu bewundern.“
Der Eintrittspreis für die Vorstellung wurde bewusst hoch gehalten. Die teuersten Plätze kosteten 2 Gulden, was damals für weite Teile Bevölkerung unerschwinglich war. Dennoch gab Hofzinser nachweislich oft Benefizvorführungen für Arme und Soldaten.
Vorführungen fanden bis zu viermal die Woche von November bis April statt. Dieser Zeitraum wurde in mehrere Abschnitte gegliedert, so genannte „Cyclen“, die aus bis zu zwanzig aufeinander folgende Vorstellungen bestanden. Am Ende eines Cyclus gönnte sich das Ehepaar Hofzinser meistens eine Pause von mehreren Tagen oder Wochen. Diese Zeit nutzten die beiden auch, um das Programm zu verändern und neue Kunststücke einzubauen.
Der Name des ersten Cyclus’ lautete „Stunde der Täuschung“. Schon bald fand dieser Titel Eingang in den allgemeinen Sprachgebrauch. Die Zeitungen verwendeten ihn als geflügeltes Wort für Begebenheiten des Verschwindens, Erscheinens und der geschickten Verwandlung.
Da dieser Titel beim Publikum gut ankam, wurde er beibehalten und nur mit dem Nachsatz „Mit veränderten Programm“ versehen.

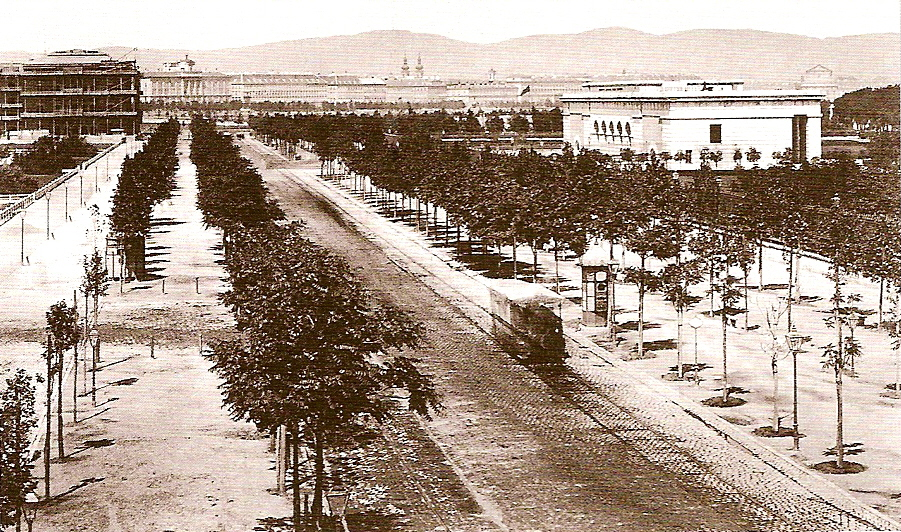
Wiener Ringstraße um 1872

Die großen Umbauarbeiten in der Umgebung der Wollzeile, die aufgrund des Abbruchs der Bastei stattfanden, veranlassten ihn dazu 1859 einen neuen Standort für seinen Salon in der Innenstadt zu suchen.
Nachdem der Versuch Hofzinsers, in dem im Volksgarten gelegenen Café Corti einen Veranstaltungsraum zu eröffnen, aufgrund seines Beamtenstatus scheiterte, fanden er und seine Frau Anfang 1861 schließlich in der Himmelpfortsgasse Nr. 953 (heute 15) neue Räumlichkeiten für ihren Salon.
Doch schon 1862 mieteten sich die Hofzinsers in der Walfischgasse Nr. 8 in einem der – im Zuge des Ringstraßenbaus neu gebauten – Prachtgebäude ein.
Die Räumlichkeiten wurde von Hofzinser auch an externe Veranstaltungen weitervermietet. So wurden dort oft Lesungen über Schopenhauer’sche Philosophie vorgetragen.
Bedingt durch den Bau der Oper, hatte auch der Salon in der Walfischgasse unter Lärm und Staub zu leiden. Als Konsequenz beschloss das Ehepaar Hofzinser eine neuerliche Übersiedelung. Am Fleischmarkt im Hotel „Stadt London“ fanden sie schließlich 1865 einen neuen Standort. Die Saison 1865 verlief sehr erfolgreich, sie sollte für Hofzinser jedoch die vorerst letzte in einem eigenen Salon sein, denn seine bewilligte Pensionierung eröffnete ihm neue Perspektiven für seine Vorführungen.

### Theaterkritiker und Literat
Schon in seinen jungen Beamtenjahren schrieb Hofzinser Zeitungskritiken über Konzerte. Als Kritiker war er besonders für die Wiener allgemeine Theaterzeitung tätig. In den Zeitungen der damaligen Zeit finden sich hunderte Konzert- und Theaterkritiken, aber auch Gedichte über damals prominente Musiker und Schauspieler. Zu diesen zählten unter anderem die Tänzerin Fanny Elsner, der Konzertmeister Johann Strauss Vater, der Dichter Nestroy sowie der Komponist Franz Liszt.
Auch Zauberkünstler wie Bartolomeo Bosco und Ludwig Döbler behandelte Hofzinser in seinen Gedichten und Kritiken. Hofzinser galt in der Wiener Presseszene bald als Experte für Zauberer und die Zirkusszene.
1833 schrieb Hofzinser in der Zeitschrift Sammler über Johann Strauß Vater:

„Strauß war in Pest und erntete stürmischen Beyfall. Tanzmusik überhaupt ist zu einem Ohrenschmaus geworden, der allgemein ergötzt. … um auf Herrn Strauß zurückzukommen, hat er weder durch seine Composition noch durch sein Spiel auf den Beynamen „Künstler“ Anspruch. … Strauß ist ein vortrefflicher Walzer-Compositeur, …, alles dieß Wird niemand in Abrede stellen, …“

Von Hofzinser existieren Buchkritiken, literarische Geschichten und Geschichten aus dem Alltagsleben. Er schrieb aber auch Worträtsel, so genannte Charaden.
Seine ersten Gedichte veröffentlichte Hofzinser 1829. Die Wiener Zeitschrift für Kunst, Literatur, Musik und Theater veröffentlichte in diesem Jahr ein Gedicht Hofzinser, welches der Künstlerin Fanny Sallamon gewidmet war. Im selben Jahr erschien in der Allgemeinen Wiener Theaterzeitung ein Ruhmesgedicht an den Kaiser Franz I.
1833 wurde in der Wiener Theaterzeitung ein Gedichtband mit Beiträgen vieler bekannter Literaten angekündigt, einer von ihnen war Hofzinser. Leider scheint dieser Band nie veröffentlicht worden zu sein.

### Sein Tod

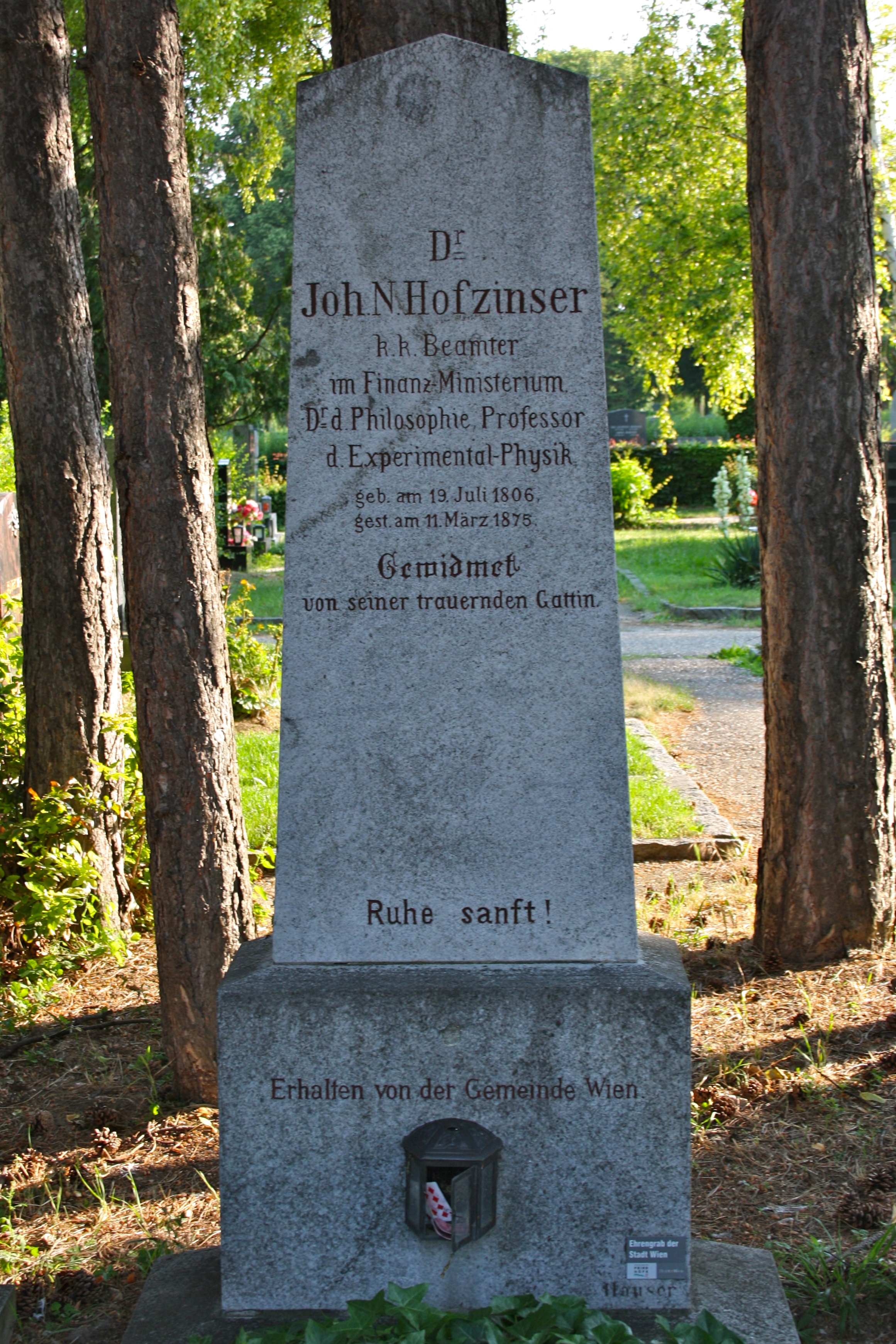
Ehrengrab Johann Nepomuk Hofzinsers am Wiener Zentralfriedhof

Hofzinser starb nach kurzer schwerer Krankheit im Alter von 69 Jahren, drei Monate nachdem er am Silvesterabend 1874/75 für den Klub der Wiener Kaufleute seine letzte Vorstellung abhielt – anders als oft behauptet, jedoch nicht nach jahrelanger Krankheit in ärmlichen Verhältnissen dahinsiechend. Über die Ursachen seines Todes gibt es heute keine gesicherten Hinweise.
Begraben wurde Hofzinser auf dem Wiener Zentralfriedhof (4-2-16). Durch eine Initiative Ottokar Fischers wurde das Grab 1916 von der Stadt Wien zum ehrenhalber gewidmeten Grab ernannt. Aus diesem Grund besteht es noch heute. Im Jahr 1978 wurde in Wien-Ottakring (16. Bezirk) die Hofzinsergasse nach ihm benannt.

## Präsentationstechnik
Hofzinser legte Wert darauf festzustellen, dass all seine Täuschungen mit natürlichen Mitteln geschähen.
Er selbst sagte einmal: „… als sie größtenteils auf phisiologischer und wissenschaftlicher Basis beruhen, deren Kräfte sich originell und phantasiereich in wunderbarer Weise entfalten …“
Während die meisten Gaukler seiner Zeit, wie der beim gemeinen Volk sehr beliebte Anton Kratky-Baschik eher populäre Töne anschlugen, waren Hofzinsers Vorträge auf sein intellektuelles Publikum abgestimmt und zum Teil voller Poesie. Er bezog insbesondere aktuelle Geschehnisse ein, die er mit seinen Kunststücken illustrierte.
Hofzinser legte auf eine elegante und natürliche Atmosphäre viel Wert. Er verzichtete als einer der ersten vollständig auf aufwändige Dekorationen, verhängte Tische oder schwarze Vorhänge.
Dementsprechend schrieb die Allgemeine Wiener Theaterzeitung:

„… scheint es doch, als wollte Herr Hofzinser geflissentlich sich bei seinen Produktionen alles erschweren; während nämlich z. B. verhängte Tische, Apparate aller Art, Costüme usw. die stereotypen Behelfe gewöhnlicher Escamoteure sind, gewahrt man hier gerade das Gegenteil; selbst die Lieblingsfarbe der Escamotage, die schwarze ist hier ganz verpönt, - denn hier spielen nur die glänzendsten Farb-Objekte die wunderbarsten Changier-Rollen – und so vereint sich in diesem Salon Alles, gepaart mit Phantasie, Poesie und Noblesse, was bei gewöhnlichen derlei Produktionen in der Regel fehlt, daher auch die „Stunde der Täuschung“ bei Hofzinser sich zu den interessantesten und besuchtesten gestalten haben …“

Seine vorgetragenen Texte wurden von ihm im Voraus verfasst, er trug sie aber immer scheinbar improvisiert vor. Früh erkannte er die Macht der Pausen bei Vorträgen sowie die Effektivität psychologischer Tricks. Beispielsweise nutzte er seinen Blick zur Betonung von Nebensächlichkeiten, um die Aufmerksamkeit des Publikums von der eigentlichen Trickhandlung abzulenken. Auch nutzte er seine Sprache zum Forcieren von Spielkarten. Durch diese Maßnahmen konnte er trotz der intimen Atmosphäre und der Nähe des Publikums in seinem Salon die erstaunlichsten Kunststücke unentdeckt vorführen.

## Diverses
Hofzinser gilt als Vater der modernen Salon- und Kartenmagie. Ihm zu Ehren ist der „Salon Hofzinser“ auf dem Zauberschloss Schönfeld (Dresden) benannt. Der bekannte Kartenkünstler Ricky Jay verwandelte in seinem Kartenprogramm ein Foto von Hofzinser in eine Spielkarte, die er zuvor für ein Hofzinser-Kunststück verwendet hat. Zu Hofzinsers 200. Geburtstag trafen einander internationale Kartenkünstler in Wien zu einer Gedenkveranstaltung, bei der als Hommage Hofzinsers Originalkunststücke präsentiert wurden.
1933 stiftete der deutsche Zauberkünstler Robert Farchmin den Johann Nepomuk Hofzinser-Gedächtnisring, der an Zauberkünstler verliehen wird, die sich mit hervorragender Leistung auf dem Gebiet der Zauberkunst hervorgetan haben. 